# Doithrix barberi
Doithrix barberi är en tvåvingeart som beskrevs av Ole Anton Saether och James E. Sublette 1983. Doithrix barberi ingår i släktet Doithrix och familjen fjädermyggor.
Artens utbredningsområde är Kalifornien. Inga underarter finns listade i Catalogue of Life.